# Rehefelder Straße (Dresden)

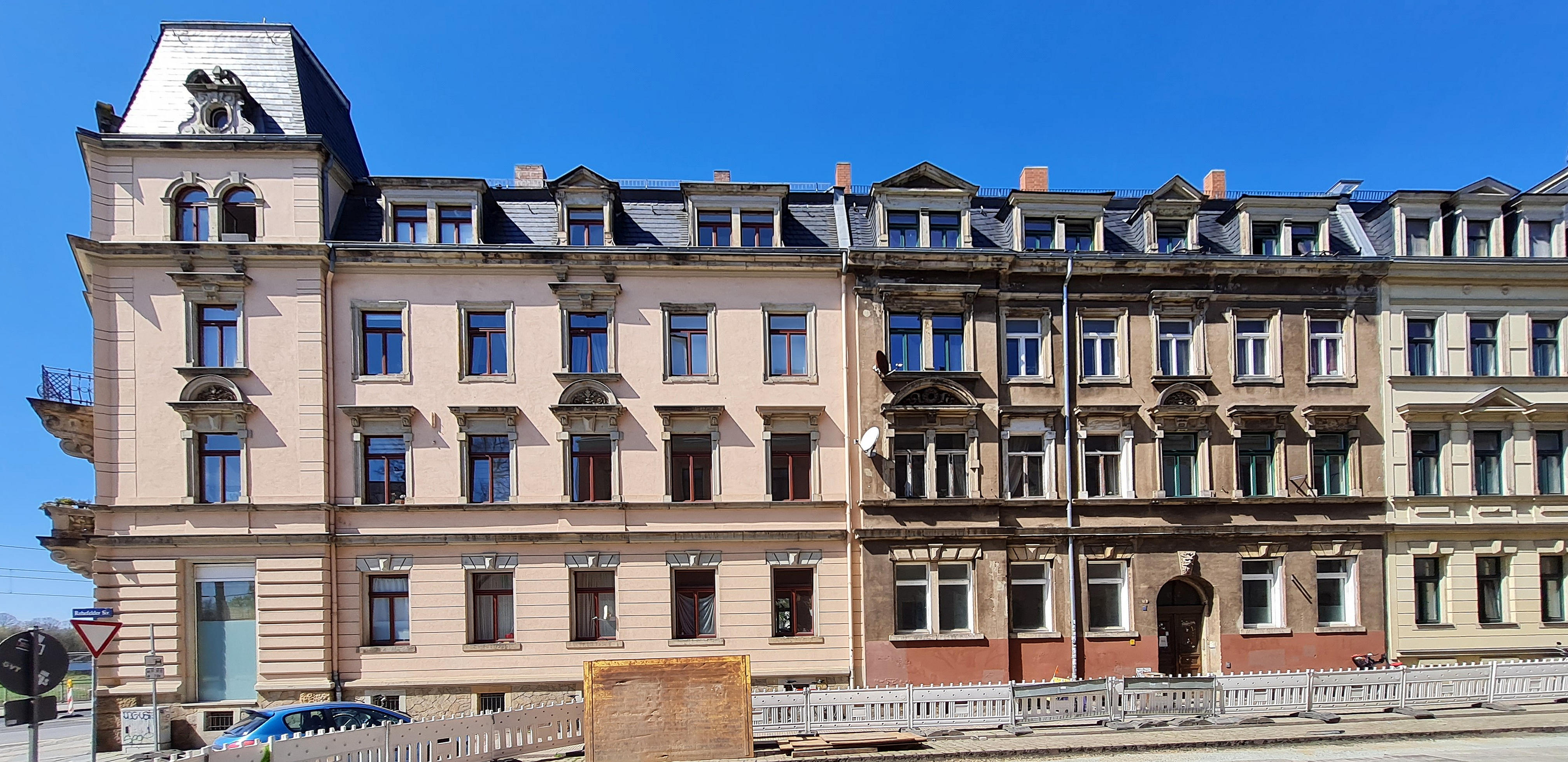
Leipziger Straße 110./Rehefelder Straße 1

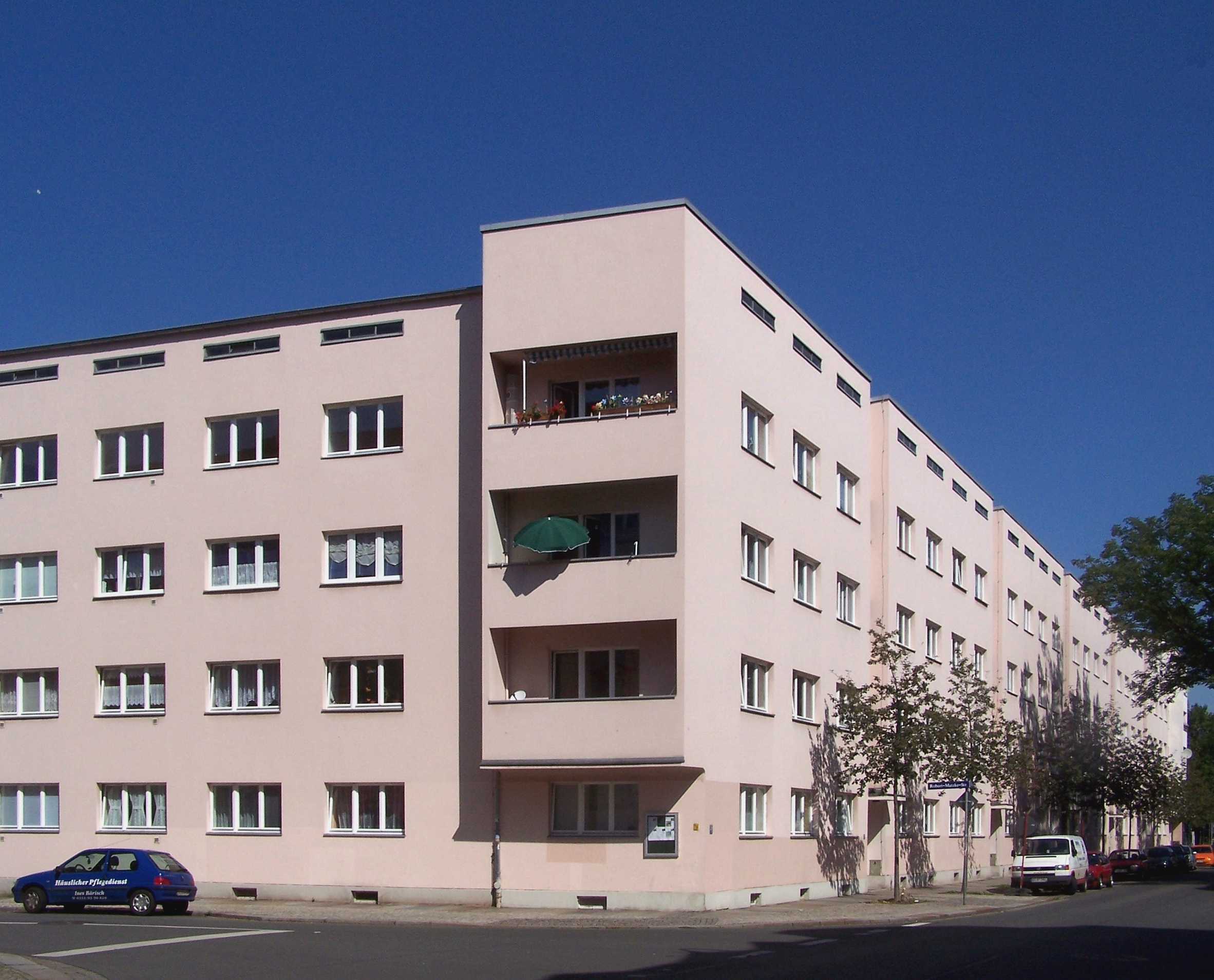
Rehefelder Str./ Ecke Robert-Matzke-Str.

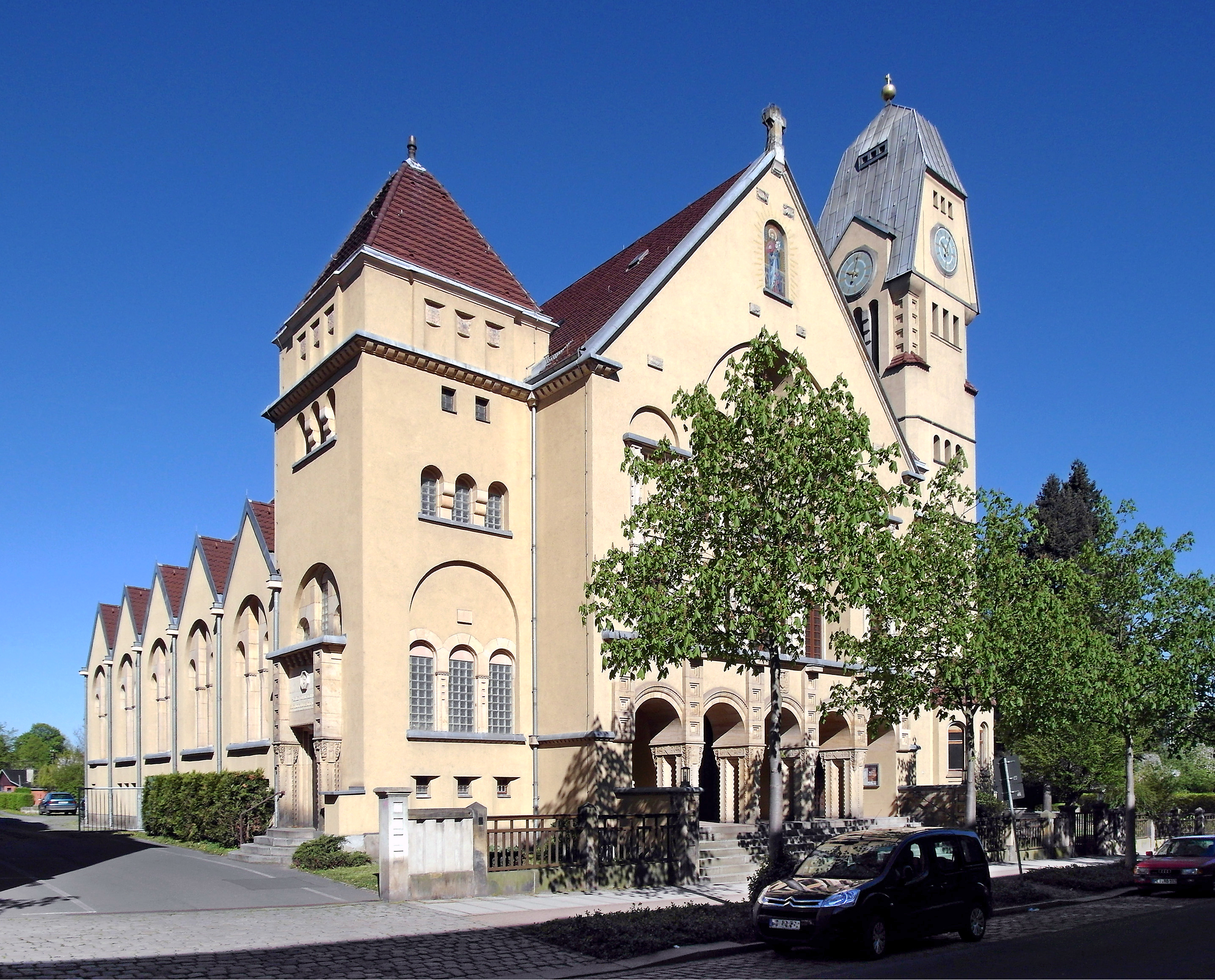
Katholische Kirche St. Joseph

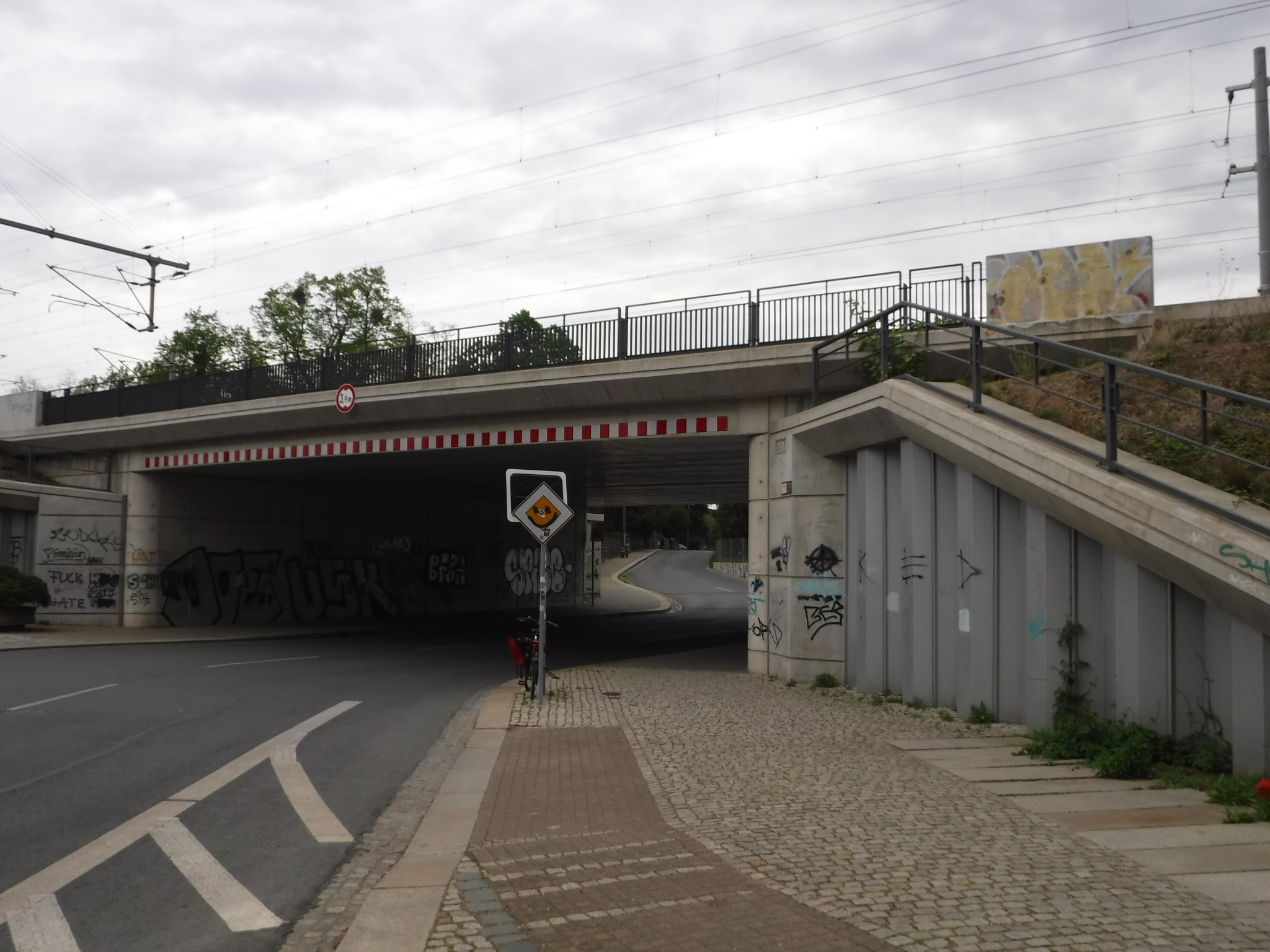
Übergang der Rehefelder in die Hubertusstraße

## Lage
Die Rehefelder Straße befindet sich in Pieschen und verläuft von der Leipziger Straße bis zum Bahndamm der Leipzig – Dresdner - Eisenbahn und mündet dort in die Hubertusstraße. In ihrem Verlauf tangiert beziehungsweise kreuzt sie sieben Straßen des Stadtteiles Pieschen.

## Geschichte
Die Rehefelder Straße wurde zunächst seit dem Jahr 1889 Wasastraße zu Ehren der Königin Carola (der Tochter des Prinzen Gustav von Wasa) genannt. Ab dem Jahr 1897 erfolgte die Umbenennung, weil es damals bereits eine Wasastraße in Strehlen gab. Die Straße erhielt den heutigen Namen nach dem im Jahr 1870 errichteten Königlichen Jagdschloss Rehefeld bei Altenberg, ein Geschenk der damaligen sächsischen Kronprinzessin Carola (1833–1907) an ihren Ehemann, den 1871 aus dem Deutsch-Französischen Krieg heimkehrenden Kronprinzen Albert. Im Jahr 1897 wurde der stadtnahe Arbeitervorort Pieschen in die Haupt- und Residenzstadt Dresden eingemeindet. Daher musste sehr viele seiner Straßen wegen des Vorhandenseins gleichnamiger Straßen in anderen Teilen der Stadt umbenannt werden.
Die Rehefelder Straße gehört zu den ältesten Verkehrswegen des ehemaligen Dorfes Pieschen. Sie beginnt in unmittelbarer Nähe zum Pieschener Hafen an der Leipziger Straße und endet an der Brücke der im April 1839 für den Verkehr freigegebenen ersten deutschen Ferneisenbahn von Leipzig nach Dresden in direkter Nähe zur 1910 geweihten katholischen St. Josef (Dresden), nach Plänen des Dresdner Architekten Alexander Tandler errichtet. Im Jahr 1292 wurde erstmals urkundlich erwähnten Dorf Pieschen. In Ortschroniken wird sie als Viehtrift aufgeführt. Dereinst ein Weg für die Bauern, welche ihr Vieh nach den Weideflächen jenseits der Großenhainer Straße trieben.
Mit der vor allem in der zweiten Hälfte des 19. Jahrhunderts zunehmenden Industrialisierung und auf der Grundlage eines Ratsbeschlusses im Jahr 1879 erstellten Bebauungsplanes für Pieschen entstanden die langen Straßenzeilen mehrgeschossiger Mietswohnhäuser. Eine rege Bautätigkeit setzte ein. In der zweiten Hälfte der 1920er Jahre entstand die Wohnanlage der Gemeinnützige Wohnungsbau-Aktiengesellschaft Dresden (GEWOBAG) sowie der 1912 von Pieschener Arbeitern gegründete heutige Kleingartenverein Am Anton-Günther-Park. Über 45 Gebäude sind Kulturdenkmale der Rehefelder Straße in Pieschen.

## Baumbestand der Rehefelder Straße
Es erfolgten umfangreiche Baumbepflanzungen entlang der Fußwege. Durch die Umgestaltung der Straße wurden einige neue Baumpflanzungen getätigt. Die besonderen Wuchsformen, Ausprägungen und Verwachsungen unterschiedlichster Bäume und Gehölzen prägen die Rehefelder Straße.
Der Baumbestand besteht aus folgenden dendrologischen Gehölzen:
- Liquidambar styr. 'Moraine' (Amberbaum 'Moraine')
- Liquidambar styr. 'Worplesdon' (Kegelförmiger Amberbaum)
- Sorbus intermedia 'Brouwers' (Schmalkronige Schwedische Mehlbeere)
- Fraxinus excelsior (Gewöhnliche Esche)
- Aesculus x carnea (Rote Rosskastanie)
- Tilia species (Linde)[5]